# Hansgeorg Conert
Hansgeorg Conert (* 19. März 1933 in Erfurt; † 6. Januar 2004 in Bremen) war ein deutscher Wirtschafts- und Sozialwissenschaftler und Autor. Er war Hochschullehrer an der Universität Bremen und zählte zum engeren Kreis des Sozialistischen Büros.

## Werdegang
Conert war Sohn eines selbstständigen Müllers und wuchs in der Nähe von Weimar auf, verbrachte seine Jugend in der DDR, siedelte dann in die Bundesrepublik über, wo er an der Hochschule für Arbeit, Politik und Wirtschaft in Wilhelmshaven studierte. In den 50er Jahren engagierte er sich im SDS. Nach Abschluss seines Studiums (Promotion) war er zehn Jahre lang Referent an einer Heimvolkshochschule in Hustedt. Dann fünf Jahre als Dozent bzw. Professor an zwei Fachhochschulen (u. a. Fachhochschule Frankfurt am Main). Danach ab 1975 lehrte er an der Universität Bremen. Seine Hauptarbeitsgebiete waren: Ökonomie, Gesellschaft und Politik sozialistischer Systeme, insbesondere der ehemaligen Sowjetunion. Er hat publiziert zu gewerkschaftlicher Bildungsarbeit, Geschichte der Arbeiterbewegung und politischer Ökonomie u. a. in der Zeitschrift links. Für das Wörterbuch des Historisch-kritischen Wörterbuch des Marxismus verfasste Conert die Artikel Befehlswirtschaft und Dezentralisierung. Sein Buch vom Handelskapital zur Globalisierung hat er seinem Freund, dem Gewerkschafter und Sozialisten Ferdinand Patschkowski (1931-1981) gewidmet. Patschkowski war nach innergewerkschaftlichen Auseinandersetzungen und Kündigung durch die Gewerkschaft früh verstorben.
In seinem Nachruf schreibt Heinz Brakemeier: Conert war ein kritisch-theoretischer und geistig nicht korrumpierbarer Wissenschaftler in doppelter Hinsicht: Er vermochte sich auszuweisen als – auch empirisch höchst kenntnisreicher – origineller Kopf bei der Darstellung der Realität unter jener Ideologie der "politischen Ökonomie" des sogenannten "Realsozialismus" und gleichzeitig als unverführbarer Kritiker der realen kapitalistischen Produktionsweise. Seine größte Arbeit über den "unmöglichen Sozialismus" in der Ökonomie der ehemaligen Sowjetunion halte ich für die weitaus beste Darstellung dieses Phänomens nach dem Zweiten Weltkrieg.
Er war Gründungsmitglied der Förderergesellschaft zur Unterstützung des SDS und lebte bei Syke bei Bremen.

## Schriften
- Einführung in die politische Ökonomie der Bundesrepublik, Modelle für den politischen und sozialwissenschaftlichen Unterricht, Band I, - Frankfurt am Main, Köln: Europäische Verlagsanstalt, 1972, ISBN 3-434-20041-X
- Die 68er-Bewegung, in: Zeitschrift Sozialismus 2/2004, S. 46–49
- Einführung in die politische Ökonomie der Bundesrepublik, Modelle für den politischen und sozialwissenschaftlichen Unterricht, Band II, - Frankfurt am Main, Köln: Europäische Verlagsanstalt, 1974, ISBN 3-434-20059-2
- Der Kommunismus in der Sowjetunion: Historische Voraussetzungen, Wandlungen, gegenwärtige Strukturen und Probleme, Frankfurt a. M.: Europäische Verlagsanstalt, 1971, ISBN 3-434-20034-7
- Ökologie und Gesellschaft: eine Einführung in das Problem "Mensch-Natur-Gesellschaft" aus marxistischer Sicht, Hamburg: VSA-Verlag, 1984, ISBN 3-87975-273-7
- Die Ökonomie des unmöglichen Sozialismus: Krise und Reform der sowjetischen Wirtschaft unter Gorbatschow, Münster: Verlag Westfälisches Dampfboot, 1990, ISBN 3-924550-43-3
- Politische Ökonomie in der Bildungsarbeit, Supplement der Zeitschrift Sozialismus 12/97, Hamburg, ISBN 3-87975-927-8
- Vom Handelskapital zur Globalisierung: Entwicklung und Kritik der kapitalistischen Ökonomie, Münster: Verlag Westfälisches Dampfboot, 1998, ISBN 3-89691-428-6, 2. überarb. Auflage 2002
- Die politischen Grundrichtungen innerhalb der deutschen Sozialdemokratie vor dem Ersten Weltkrieg, 1973,  3. Auflage, Verlag 2000, Offenbach 2000
- Rußland und die Rest-SU - Nach dem Putschversuch im August, in: Zeitschrift Sozialismus 11/91, S. 54–60
- Reformismus und Radikalismus in der bremischen Sozialdemokratie vor 1914, Universitätsverlag, Bremen 1985
- Neoliberalismus und Weltmarkt, Supplement der Zeitschrift Sozialismus 10/2003, ISBN 3-89965-908-2
- Die "konsequente" Linke - Überlegungen zur Situationsanalyse und zu den Interventionschancen, Supplement der Zeitschrift Sozialismus 12-95, Hamburg 1995